# Nisi Shawl
Nisi Shawl (Kalamazoo, 1955) nasceu nos Estados Unidos e atua na escrita, edição e jornalismo. É relevante como profissional na literatura de ficção científica e fantasia que escreve e ensina sobre como a ficção fantástica pode refletir a diversidade do mundo real de gênero, orientação sexual, raça, capacidade física, idade e outros fatores socioculturais.

## Educação
Shawl nasceu em Kalamazoo, em Michigan. Começou a frequentar o Residential College da Faculdade de Literatura, Ciências e Artes da Universidade de Michigan em 1971, aos dezesseis anos, mas não se formou.
No entanto, graduou-se em 1992 no Clarion West Writers Workshop e é membro da Science Fiction and Fantasy Writers of America (SFWA). Também é membro do conselho da Clarion West e um dos fundadores da Carl Brandon Society.

## Carreira literária
Os contos de Shawl apareceram em Asimov's Science Fiction, Infinite Matrix, Strange Horizons, Semiotext(e) e várias outras revistas e antologias. Brian Charles Clark, do site de resenhas de ficção Curled Up With a Good Book, elogiou sua coleção de estreia, Filter House (2008) – que reuniu 11 contos publicados anteriormente e três contos originais – dizendo que: "O aguçado senso de justiça de Shawl e seu anticolonialismo inflexível sempre andam logo abaixo da superfície de suas histórias. Nunca didático, Shawl possui o dom de um verdadeiro contador de histórias: a habilidade de deixar a trama e a trama do enredo e do personagem fazerem seu trabalho moral por eles."

### Writing the Other
Shawl faz parte da coautoria com Cynthia Ward em Writing the Other: Bridging Cultural Differences for Successful Fiction, um manual de escrita criativa derivado do workshop de autores de mesmo nome, no qual os participantes exploram técnicas para ajudá-los a escrever personagens credíveis fora de sua própria experiência cultural. A revisora Genevieve Williams da revista de ficção especulativa Strange Horizons resumiu sobre este guia: "As práticas defendidas e os conceitos apresentados em Writing the Other podem parecer politicamente corretos para alguns, mas segui-los ajudará a garantir que um autor dê mais do que um serviço de fachada à diversidade e seja atencioso sobre a criação e o desenvolvimento de sociedades, culturas e personagens (o que todos nós deveríamos ser de qualquer maneira). Muito do que Shawl e Ward defendem é, simplesmente, uma boa prática: evitar clichês, personagens planos, efeitos não intencionais e outras características da escrita preguiçosa."

### Everfair
O primeiro romance de Shawl, a história neovitoriana, ambientada no Congo Belga e steampunk Everfair, foi lançado em setembro de 2016 pela editora Tor Books, com uma ilustração de capa do artista de Hong Kong Victo Ngai.
Everfair é uma história alternativa do Congo Africano, Europa e Estados Unidos, durante o final do século XIX/início do século XX, onde o ponto de virada da ficção científica de Shawl é que "as populações nativas (do Congo) aprenderam sobre a tecnologia do vapor um pouco antes". Seu romance imagina que os socialistas fabianos britânicos se unem a missionários cristãos afro-americanos para comprar terras na Bacia do Congo de Leopoldo II da Bélgica, criando assim uma nova nação especulativa em sua versão da história, onde os cidadãos podem experimentar as liberdades que não tinham em suas terras natais originais, bem como se beneficiar de uma tecnologia-chave da revolução industrial, ou seja, as máquinas a vapor.

### Contribuições para a ficção especulativa feminina, multicultural e global
Em 2009, Shawl doou seu arquivo ao departamento de Livros Raros e Coleções Especiais da Northern Illinois University.
Em 2011, seu trabalho de longa data na ficção especulativa feminina teve destaque quando Shawl recebeu o convite pela categoria "Guest of Honor" no Wiscon 35. Em 2015, teve reconhecimento como um dos docentes e mentores "de referência" dentro da comunidade de ficção especulativa em questões pedagógicas de diversidade, e atuou como palestrante tanto no simpósio "Black to the Future: An Imagination Incubator" ("Ferguson is the Future") de artistas multiculturais de ficção especulativa, acadêmicos e escritores criativos, na Universidade de Princeton (realizado em 14 de setembro de 2015) quanto no simpósio "Creating Futures Rooted in Wonder" de contos de fadas, ficção científica e contadores de histórias e acadêmicos indígenas, na Universidade do Havaí (realizado de 16 a 19 de setembro de 2015), onde apresentou-se em leituras de autores com escritores das ilhas do Pacífico, nativos havaianos e outros escritores indígenas, além de liderar workshops de escrita criativa.
O romance Everfair de Shawl se junta ao crescente movimento de ficção especulativa internacional por escritores de cor, incluindo os esforços editoriais de Jaymee Goh da Malásia e Joyce Chng de Cingapura (autores-antologistas por trás da coleção de 2015 de steampunk do Sudeste Asiático publicada em inglês, The Sea is Ours: Tales of Steampunk Southeast Asia), para reaproveitar o tropo da ficção científica da história alternativa de maneiras críticas que colocam em primeiro plano questões de colonialismo, globalização e cultura.

### Antologias de ficção científica afrofuturistas e feministas
Shawl editou várias antologias de ficção especulativa, especialmente coleções de contos de ficção especulativa afrofuturistas, feministas, LGBT e afro-americanas, incluindo homenagens recentes a romancistas pioneiros de ficção científica negra/queer: Samuel R. Delany, na coleção Stories for Chip: A Tribute to Samuel R. Delany (2015), coeditada com Bill Campbell; e Octavia E. Butler, na coleção Strange Matings: Science Fiction, Feminism, African American Voices e Octavia E. Butler (2015), coeditada por Rebecca J. Holden. O trabalho de antologia de Shawl faz parte de sua participação de longa data nas comunidades feminista e afro-americana de escritores de ficção científica, evidenciado na edição de WisCon Chronicles Vol. 5: Writing and Racial Identity (2011, gerado a partir de Wison, a convenção de ficção científica feminista mais venerável da América); bem como na publicação de suas histórias em experimentos literários de escritoras de ficção científica, como Talking Back: Epistolary Fantasies (2006, pela editora de ficção científica feminista Aqueduct Press) e em coleções de ficção especulativa afro-americana, notadamente a inovadora Dark Matter: A Century of Speculative Fiction from the African Diaspora (2000). Dark Matter gerou duas entradas subsequentes, incluindo Africa Risen: A New Era of Speculative Fiction, de 2022.

## Vida pessoal e influência
Morou em Seattle, Washington, onde fez resenas de livros para o The Seattle Times atuando como freelancer.
Shawl é bissexual e usa pronome neutro they singular. Em 2018, declarou que se identifica cada vez mais como gênero fluido.
Entre aqueles que serviram de influência para seu trabalho, foi nomeado os escritores Colette, Monique Wittig e Raymond Chandler; bem como os autores de ficção especulativa Gwyneth Jones, Suzy McKee Charnas, Joanna Russ, Samuel R. Delany, Howard Waldrop e Eileen Gunn.

## Prêmios e indicações
Suas obras literárias foram indicadas para o Prêmio Theodore Sturgeon, o Prêmio Gaylactic Spectrum e o Prêmio Parallax da Carl Brandon Society. Writing the Other recebeu menção especial no Prêmio James Tiptree Jr. Em 2008, venceu o prêmio James Tiptree Jr. por Filter House, que também recebeu indicação para o prêmio World Fantasy. Em 2009, sua novela Good Boy também foi indicada ao World Fantasy Award. Seu romance Everfair de 2016 foi indicado ao prêmio Nebula.

## Obras publicadas

### Conto
- "I Was a Teenage Genetic Engineer", Semiotext(e) SF (em inglês), Nova York, NY: Columbia University, abril de 1989,
- "The Rainses'", Asimov's Science Fiction Magazine (em inglês), abril de 1995 (apareceu em FILTER HOUSE)
- "The Pragmatical Princess", Asimov's Science Fiction Magazine (em inglês), janeiro de 1999 (apareceu em FILTER HOUSE)
- “At the Huts of Ajala”, Dark Matter: A Century of Speculative Fiction from the African Diaspora (em inglês), Nova York: Warner Books, julho de 2000 (apareceu em FILTER HOUSE)
- "Shiomah's Land", Asimov's Science Fiction Magazine (em inglês), março de 2001 (apareceu em FILTER HOUSE)
- "Vapors", Wet: More Aqua Erotica (em inglês), Mary Anne Mohanraj (editora), Three Rivers Press, NY, NY.
- "The Beads of Ku", Rosebud Magazine (em inglês), Edição 23, abril de 2002 (apareceu na FILTER HOUSE)
- "Momi Watsu", Strange Horizons (site) agosto de 2003 (em inglês, apareceu em FILTER HOUSE)
- "Deep End", So Long Been Dreaming: Postcolonial Science Fiction and Fantasy (em inglês), editado por Nalo Hopkinson e Uppinder Mehan, 2004, Arsenal Pulp Press, Vancouver, BC, Canadá. (apareceu em FILTER HOUSE)
- "Maggies", Dark Matter: Reading the Bones (em inglês), editado por Sheree R. Thomas, 2004, NY: Warner Books. (apareceu em FILTER HOUSE)
- "Matched", The Infinite Matrix (em inglês, trecho do romance The Blazing World, co-patrocinado pelo Office of Arts and Cultural Affairs), maio de 2005.
- "Wallamelon", Aeon Speculative Fiction #3 (em inglês), maio de 2005 (site) (apareceu em FILTER HOUSE)
- "Cruel Sistah", Asimov's SF Magazine (em inglês), outubro/novembro de 2005; Year's Best Fantasy & Horror #19, Nova York, NY: St. Martin's Press, agosto de 2006.
- "But She's Only a Dream", Trabuco Road (site) março de 2007 (em inglês, apareceu em FILTER HOUSE)
- "Little Horses" Detroit Noir (em inglês), Akashic Books, novembro de 2007 (apareceu em FILTER HOUSE)

### Romance
- Everfair (em inglês), Tor, 2016

### Não ficção
- Writing the Other: A Practical Guide (em inglês), com a coautora Cynthia Ward, Aqueduct Press, Seattle, WA, dezembro de 2005.
- "Para Jack Kerouac, para aproveitar ao máximo o espaço e o tempo", Talking Back: Epistolary Fantasies (em inglês), L. Timmel Duchamp (editor), Aqueduct Press, Seattle, WA, março de 2006.